# Mroczna arena
Mroczna arena (oryg. The Dark Arena) – powieść Mario Puzo, która ukazała się po raz pierwszy w 1955 w Stanach Zjednoczonych. Inne polskie wydanie tej książki nosi tytuł Ciemna arena. 
Tematem książki jest życie Amerykanów i Niemców w powojennych Niemczech. Akcja ma miejsce w Bremie, główny bohater - Mosca po powrocie ze Stanów do północnych Niemiec przeżywa wewnętrzne rozterki, rozwija się i odkrywa prawdziwego siebie. Jego dziewczyna pomaga mu odkryć sens i porządek w brutalnym świecie powojennego chaosu oraz ostrych reguł czarnego rynku, amerykańskiej administracji i wojska. Zostają tu poruszone kwestie stosunków niemiecko-amerykańskich. Mario Puzo opisuje stan duchowy pokonanych i winnych, zwycięzców oraz ofiar systemu totalitarnego.